# Galium incrassatum
Galium incrassatum ist eine Pflanzenart aus der Familie der Rötegewächse (Rubiaceae).

## Merkmale
Galium incrassatum ist ein einjähriger Schaft-Therophyt, der Wuchshöhen von 9 bis 35 Zentimeter erreicht. Die Teilblütenstände sind mehr oder weniger dicht. Die 2 Knoten unter der Hauptblüte haben 10 bis 15 Blüten. Die Blütenstiele sind kräftig, aufrecht und steif. Die Krone hat einen Durchmesser von 0,8 bis 1,6 Millimeter und ist rötlich. Die Frucht ist meist mit abstehenden und mehr oder weniger gebogenen Haaren bedeckt.
Die Blütezeit reicht von Mai bis Juni.

## Vorkommen
Galium incrassatum ist auf Kreta in den Präfekturen Chania und Rethymno endemisch. Die Art wächst in Phrygana in Höhenlagen von 0 bis 500 Meter.